# Augochloropsis bari
Augochloropsis bari là một loài Hymenoptera trong họ Halictidae. Loài này được Dominique mô tả khoa học năm 1898.